# Чан Куок Хоан
Чан Куок Хоан (вьет. Trần Quốc Hoàn; 23 января 1916, Нгеан — 5 июня 1986, Ханой) — вьетнамский коммунистический политик и государственный деятель, член Политбюро ЦК Компартии Вьетнама, в 1953—1975 — министр общественной безопасности ДРВ, в 1975—1981 — министр внутренних дел СРВ. Сторонник жёсткого политического курса времён Вьетнамской войны. Считается основателем вьетнамской милиции и органов госбезопасности.

## Коммунистический активист
Родился в бедной крестьянской семье. При рождении получил имя Нгуен Чонг Шань. С 14 лет участвовал в антиколониальном движении против властей Французского Индокитая. Работал на лаосской шахте и в ханойской типографии.
В 1934 вступил в Коммунистическую партию Индокитая — впоследствии Коммунистическая партия Вьетнама (КПВ). Занимал ряд секретарских должностей в партийном аппарате. Специализировался на организации силовых групп и обеспечении безопасности подполья. Принял партийный псевдоним Чан Куок Хоан, ставший личным именем. Во время японской оккупации Чан Куок Хоан находился в тюрьме вместе с членами ЦК Ле Дык Тхо и Хоанг Минь Тинем. Освободился в 1945.

## Министр безопасности
В августе 1945 к власти в Северном Вьетнаме пришло коммунистическое движение Вьетминь. Чан Куок Хоан возглавлял структуры Вьетминя в Бакбо и Ханое. C 1951 — член ЦК КПВ (в то время называлась Партия трудящихся Вьетнама — ПТВ). В 1952 президент Хо Ши Мин поручил Чан Куок Хоану руководство милицейской службой и госбезопасностью ДРВ и назначил начальником управления народной милиции МВД. С 1953 Чан Куок Хоан — министр общественной безопасности ДРВ.
Чан Куок Хоан быстро отстроил в Северном Вьетнаме систему правопорядка и политического сыска. Методы, технологии и подготовка кадров Министерства общественной безопасности (МОБ) ДРВ заимствовались от КГБ СССР, МГБ ГДР, Службы госбезопасности ЧССР. Северовьетнамские органы милиции и госбезопасности сыграли видную роль в коллективизации и репрессиях середины 1950-х; Чан Куок Хоан был членом комиссии ЦК по аграрной реформе под председательством Фам Ван Донга. Во время Вьетнамской войны милиция и госбезопасность ДРВ обеспечивали контроль над ситуацией в тылу, подавление антикоммунистического подполья.
Чан Куок Хоан быстро выдвинулся в первый эшелон партийно-государственной власти. С 1960 он состоял в Политбюро ЦК ПТВ. Был секретарём ЦК, членом Центральной военной комиссии/ Неуклонно придерживался жёсткого курса во внутренней, внешней и военной политике. В высшем партийном руководстве ориентировался на председателя Центральной организационной комиссии Ле Дык Тхо. В 1960-х Чан Куок Хоан вместе с Ле Дык Тхо, секретарём ЦК Ле Зуаном и генералом ВНА Нгуен Ти Тханем представлял «прокитайскую группу» сторонников военного решения и репрессивной политики — в противовес более умеренной «просоветской группе» («прокитайский» характер группы касался только вопросов ведения войны и отнюдь не означал общей ориентации на КНР в советско-китайском конфликте — как у Хоанг Ван Хоана и его сторонников).
В 1967 Ле Дык Тхо и Чан Куок Хоан — при участии Ле Зуана и с согласия Хо Ши Мина — организовали кампанию репрессий против «антипартийной группы» умеренных. Были арестованы и заключены в тюрьмы заместитель министра обороны Нгуен Ван Винь, заместитель министра сельского хозяйства Данг Ким Зянг (выступал за инвестиции в социальную сферу села, обвинялся в «ревизионизме» и «следовании капиталистическому пути»), директор Института марксизма-ленинизма при ЦК ПТВ Хоанг Минь Тинь (сторонник мирного урегулирования конфликта с Южным Вьетнамом, впоследствии известный диссидент), секретарь МИД ДРВ Ву Динь Хюинь, полковники ВНА Ле Чонг Нгиа, Ле Минь Нгиа, До Дык Киен, несколько партийных функционеров. Приверженцы жёсткой линии нанесли тяжёлый удар по сторонникам концепции мирного сосуществования. Кроме того, были резко ограничены политические амбиции и влияние министра обороны Во Нгуен Зиапа.

## Послевоенная деятельность
В 1975 Вьетнамская война завершилась победой ДРВ и Вьетконга. МОБ ДРВ было включено в МВД СРВ под руководством Чан Куок Хоана. В составе Политбюро ЦК КПВ и во главе МВД он оставался до 1981. С 1982 и до конца жизни Чан Куок Хоанг возглавлял комиссию ЦК по мобилизации масс.
В первый послевоенный период Чан Куок Хоан руководил подавлением нелегальных антиправительственных организаций и религиозных групп. Курировал создание органов полиции и госбезопасности СРВ на Юге — на основе нелегальных структур МОБ, созданных ещё во время войны. В конце 1970-х важной задачей вьетнамской госбезопасности являлось противостояние китайским спецслужбам, преследования хуацяо и участие в китайско-вьетнамской войне.
Генеральный секретарь ЦК КПВ Ле Зуан особо отмечал эффективность милиции и госбезопасности под руководством Чан Куок Хоана.

## Память и семья
Скончался Чан Куок Хоан от сердечного приступа в возрасте 70 лет.
Именем Чан Куок Хоана названы улицы в ханойском районе Каузяй (где расположено здание МОБ), в районе Танбинь города Хошимин и в городе Тхайхоа провинции Нгеан (откуда он был родом). В январе 2016 в СРВ широко отмечалось 100-летие со дня рождения Чан Куок Хоана. Особо подчёркивалось, что заложенные им принципы остаются руководящими установками полиции и органов безопасности СРВ. Чан Куок Хоан характеризовался как «выдающийся революционер и партийный деятель, лидер вьетнамской милиции».
Чан Куок Хоан был женат, имел двух дочерей и сына. С женой Ле Сонг Тоан он познакомился в коммунистическом подполье, впоследствии она служила в милиции ДРВ в звании полковника. Дочь Нгуен Тхи Минь Лой — тоже полковник милиции СРВ.